# Szárazföldi ászkarákok

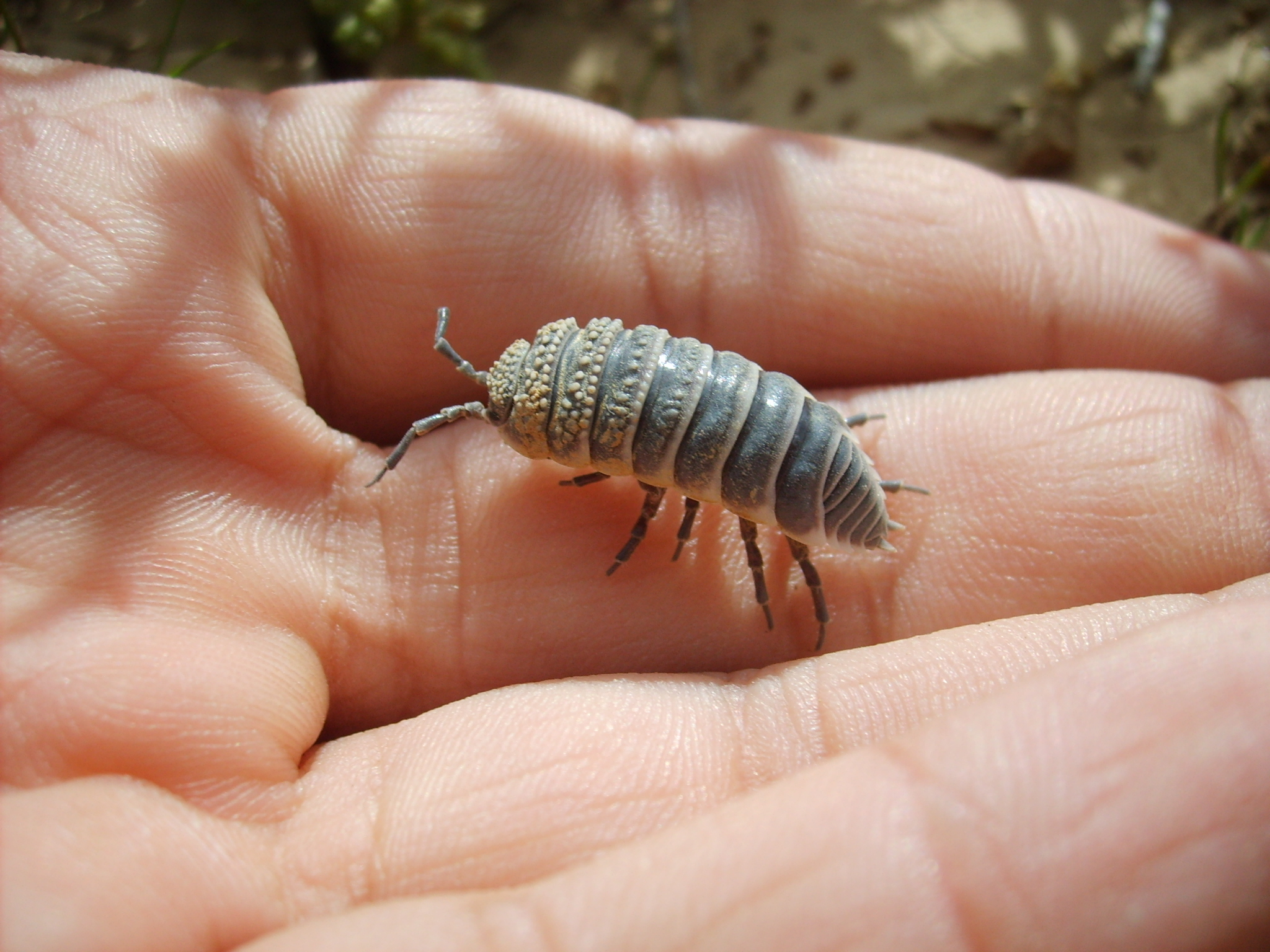
Sivatagi ászka Tunéziából

A szárazföldi ászkarákok (Oniscidea) az ízeltlábúak (Arthropoda) törzsébe, a felsőbbrendű rákok (Malacostraca) osztályába és az ászkarákok (Isopoda) rendjébe tartozó alrend.
A szárazföldi ászkarákok valódi rákok, amelyek – elnevezésükhöz hűen – jól alkalmazkodtak a szárazföldi életmódhoz. Közönséges nevük a pincebogár vagy régiesen evetkerák. Testfelépítésük lényegében azonos a vízben élő közeli rokon csoportokéval, de számos morfológiai „újítás” segíti őket a szárazföldi életben. Ilyen például a kiálló testrészek redukciója, vagy pseudotracheák megléte, amelyek a légzésben segítenek, miközben csökkentik a kiszáradás veszélyét. A szárazföldi viszonyokhoz az egyes családok más és más fokon alkalmazkodtak, ami nemcsak a morfológiai jegyeiket, hanem egyben az elterjedésüket is meghatározza. Ászkákat találunk a tengerpartoktól a sivatagokig, a sarkok kivételével szinte minden biotópban. 

A fentiekből fakadóan ez az állatcsoport kiválóan alkalmas az evolúció különböző tér- és időskálákon való vizsgálatára.
Az ászkák fajszáma a világon kb. 3800 fajra tehető. A hazánkból leírt fajokat magába foglaló határozókulcs 2013-ban jelent meg. Ezen kívül a fajok meghatározásához főleg az 1960-as években készült német források használatosak.

## Nevezéktan
Nyelvészek szóbeli közlése alapján az ászkarákok nevüket a hordók kitámasztását szolgáló ászokfáról kapták, amely alatt rendszerint ászkák is tartózkodtak.
A fajok és génuszok magyar elnevezései elsősorban a gyakori, emberi lakóhelyeken előforduló csoportokra korlátozódnak.
Ezen felül a fajnevek magyarítására tett néhány bátortalan kísérleten kívül senki nem is vállalkozik. Az elfogadott magyar fajneveket e szócikk maradéktalanul tartalmazza.

## Testfelépítés
A többi ászkához hasonlóan a szárazföldi fajoknak a testfelépítésére jellemző a külső meszes váz (exoskeleton), amelyhez 14 végtag kapcsolódik. Méretük 1–2 mm és a 40–50 mm között variál. A legnagyobb testű szárazföldi ászkák közé tartoznak a maguk 4-5 centijével óriásnak számító Ligia génusz fajai. 

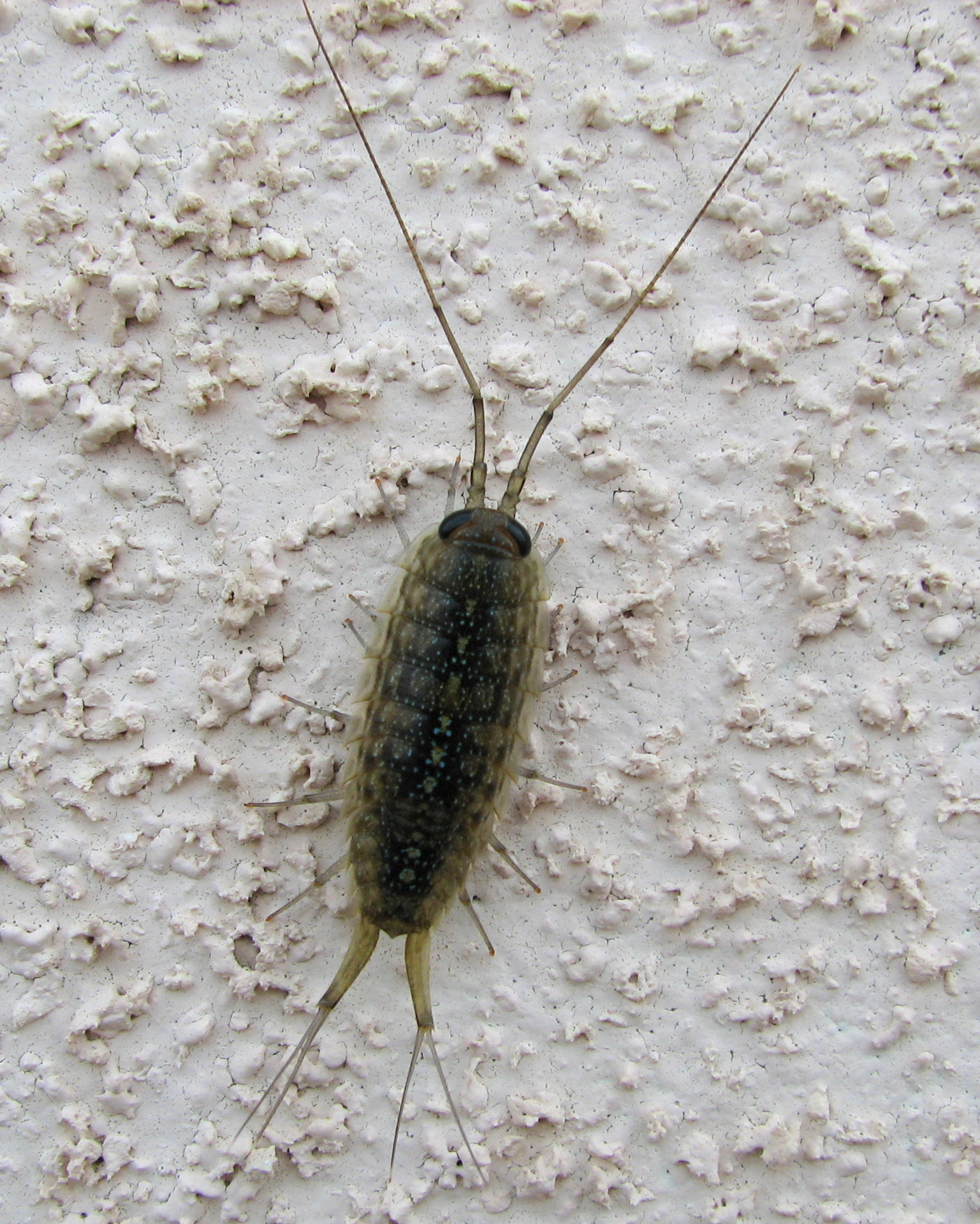
A Ligia fajok testalkata még a vízi ászkákra emlékeztet

Általános jellemzést lásd Ászkarák címszó alatt. 

Testük fejre (caput), torra (thorax) és potrohra (abdomen) tagolódik. A fej és az első torszelvény összenőtt, ez ún. cephalothoraxot alkot. Jellemzőek a páros faroklábak (uropodium) melyek a szárazföldi adaptációval fokozatosan visszafejlődnek. Tövükben faroklábi mirigyek helyezkednek, amelyek nyúlós fehérjetartalmú váladékot termelnek. Funkciójukra jelenleg csak elméleteink vannak.
Az érzékszervek közül a legfontosabbak a csápok. Az ászkáknak két pár csápja van, amelyek közül az első pár visszafejlődött, ezek neve antennula, vagy „csápocska”. Az ezeken található receptorok segítségével az ászkák a levegő páratartalmának változásait érzékelik, ezért ezek létfontosságúak az ászkarákok szárazföldi fennmaradásában. A csáp (antenna) öt ízből épül fel, amelyek közül az első kettő rendszerint rövid, vaskos csonkká redukálódott. A csáp végéhez csatlakozik a csápostor (flagellum), amely az egyes taxonokra jellemző számú ízből áll. A legfejlettebb csoportok (Crinocheta) csápostora kettő, legfeljebb három ízből épül fel. Az ősibb felépítésű csoportok (például Diplocheta, Synocheta) csápostora sok (kb. 7-10), egymástól alig elkülönülő ízből áll, és rendszerint fejlett ecsetszerű szőrökben végződnek. Ezért ezeket régebben „ecsetcsápú rákoknak” is nevezték.
A csápoknál kisebb jelentősége van a szemeknek, amelyeket különálló ocellusok vagy ommatidák alkotnak. Ezek száma taxontól függően változhat 40-50-től (Ligiidae család) a 10-30-on át (például Trachelipodidae család) a 3-ig (Trichoniscus génusz) és 1 darabig (Hyloniscus génusz). Mindemellett számos vak ászkarák faj is ismert. Ezek főleg troglobiont, vagyis barlangokban élő fajok, de ismertek kizárólag hangyabolyokban élő, azaz mirmekofil ászkák is, például a hazánkban is elterjedt Platyarthrus génusz fajai.
A szárazföldi ászkarákok testfelépítése, mérete és alakja rendkívül változatos. Schmalfuss.
ezek alapján sorolja a fajokat roller (=gömbölyödő), runner (=futó), creeper (=bujkáló), clinger (=kapaszkodó), spiky form (=tüskés forma) és non conformist (=egyértelműen nem besorolható) kategóriákba. Az alaki jellegzetességek alapján bizonyos fokig lehet következtetni az egyes fajok életmódjára is.

## Életmód

### Táplálkozás
A szárazföldi ászkarákok ökoszisztémában betöltött szerepe főként a szerves anyag lebontásából, vagy feldarabolásából áll. Ez azt jelenti, hogy táplálékukat a hullott avar, növényi törmelék és az azokon megtelepedő mikroorganizmusok és gombafonalak (hifa) alkotják. Egyes internetes források megemlítenek az ászkák köréből kerti kártevőket is, de ezen „kártételek” valós mértéke vagy valóságtartalma kérdéses.
Kutatások igazolták, hogy az ászkák körében elterjedt és igen nagy jelentőségű a koprofágia, azaz a saját pelletük (ürülék) elfogyasztása. A koprofágia segít visszanyerni a kiürített bélflóra egy részét, valamint fontos tápanyagokat. Megfigyelések szerint a fiatal egyedek fejlődése lassabb a normálisnál ha nem jutnak hozzá pelletükhöz.

## Elterjedés
Ez az állatcsoport a szárazföldi viszonyokhoz való alkalmazkodása fényében válik különösen érdekessé. A szárazföldi ászkarákok közeli rokonai ugyanis édesvizekben és a világtengerekben is megtalálhatóak, mint például a víziászkák (Asellus sp.). 

Az egyes filogenetikailag és morfológiailag különálló ászkataxonok (például Diplocheta, Tylida, Microcheta, Synocheta, Crinocheta) a szárazföldi viszonyokhoz való alkalmazkodás eltérő fokozatait képviselik. Ennek megfelelően eltérő szárazföldi élőhelyekhez, illetve mikroélőhelyekhez kötődnek, de megtalálhatók szinte mindenhol – a tengerpartoktól a sivatagokig, a természetes területektől a metropolisokig. Például a kezdetlegesen adaptálódott Ligiidae család képviselői (Ligia sp.) mindig nedves élőhelyeken, főleg tengerpartok hullámzónájában élnek. Ezzel szemben a Hemilepistus génusz fajait sivatagos területeken (Szahara, Közel-Kelet) találjuk.

## Magyarország szárazföldi ászkafaunája
A hazai ászkarákkutatás több mint 150 éves múltra tekinthet vissza, ám ezen időszak alatt évtizedes periódusok is elteltek értékelhető eredmények nélkül. Zoológusok, akik közreműködtek a hazai ászkafauna feltárásában: Frivaldszky Imre, Kesselyák Adorján, Dudich Endre, Andreas Allspach, Hornung Erzsébet, Szlávecz Katalin, Farkas Sándor, Kontschán Jenő és Vilisics Ferenc.
Magyarország ászkarákfaunája 2007-es adatok alapján 56 fajt számlált, de várható új fajok felbukkanásai is – főleg a városokból.
Budapestről eddig 28 fajt ismerünk (nem publikált adatok), amelyek közül számos faj faunára új, idegenhonos ászkának számít, amelyek az ember „segítségével” kerültek távol eredeti élőhelyüktől. Ilyenek például a Budai Várból előkerülő kis-ázsiai Agabiformius lentus vagy a II. kerületi Csalán utcában megtalált mediterrán Paraschizidium coeculum faj. Természetesen a botanikus kertek és üvegházak is jelentős behurcolási gócpontok.
Hazánkban a leggyakoribb fajok között főleg őshonosnak számító fajokat találunk: Armadillidium vulgare, Protracheoniscus politus, Porcellium collicola, Hyloniscus riparius, Trachelipus rathkii.
Ritka, természetes fajaink főleg határaink közelében fordulnak elő. Az Északi-középhegységben él az egyetlen hazai endemikus ászkarák a Haplophthalmus hungaricus, és itt él a kárpáti endemizmusnak számító Trachelipus difficilis faj is. Az Aggteleki-karszt barlangjaiban található a barlangi vakászka, a Mesoniscus graniger, amely olykor a karszt felszínén is előfordul.
Érdekes módon, az Alföld területéről csak csekély adat áll rendelkezésre. Ezek alapján általánosságban az ászkarákfauna fajszegénysége és a tágtűrésű fajok (például Armadillidium vulgare, Trachelipus nodulosus és Trachelipus rathkii) dominanciája látszik.

### Városok ászkafaunája
A hazai városok és lakott területek fajai jól elkülönülnek a természetes élőhelyek ászkáitól. Ennek okait elsősorban (természetesen) az ember tevékenységének hatásaiban kell keresni. Ilyen hatások például a természetes élőhelyek fragmentálódása, pusztulása, az intenzív mezőgazdasági művelés, a városiasodás és új fajok behurcolódása.
Ez utóbbi egyértelműen tetten érhető a városok élővilágában, de az egzotikus, trópusi és mediterrán fajok felbukkanása mellett az ászkafauna homogenizálódása is látszik. Ez annyit jelent, hogy a legtöbb városban – akár közép európai léptékben – ugyanaz az 5-10 tág tűrésű faj található. A leggyakoribb fajok (például a közönséges gömbászka – Armadillidium vulgare – vagy az érdes pinceászka – Porcellio scaber) nemcsak a Kárpát-medence területén, hanem világszerte is közönséges fajnak számítanak.
Mindennek ellenére a városokban olykor kiemelkedően magas fajgazdagságot tapasztalhatunk. Az élőhelyi sokféleség, az új fajok behurcolása és a kiegyenlített időjárási viszonyok azonban erre is magyarázatul szolgálnak. Tehát lokálisan, bizonyos speciális élőhelytípusokban (például botanikus kertek, üvegházak) relatíve nagy fajgazdagságban élnek ászkák, ám a városban általában kevés faj tud túlélni. Ászkarákok városi fennmaradásához különösen alkalmas helyek az udvarok végében álló, nem bolygatott farakások, tégla- és törmelékhalmok, parkok valamint a komposzt. Egyes fajok az épületekben, pincékben is felbukkanhatnak, de elsősorban a házon kívül tudnak tömegesen (több száz, akár ezer példány) megjelenni. A tömegesség ellenére alig láthatóak, mivel nappal rejtőzködnek. 

Fontos lebontó szervezetek, „szagtalan” és békés jószágok lévén nem kell zavarni őket.

## Természetvédelmi helyzet
2008-ban összesen 39 védett ászkarák faj volt számon tartva az IUCN veszélyeztetett fajokat tartalmazó Vörös Listáján, mindannyian vízi fajok. Szárazföldi ászkarákok egyetlen faja sem védett sem hazánkban, sem máshol. A ritka endemikus vagy más okból értékes és veszélyeztetett fajok védelme hatékony élőhelyvédelemmel (fajszintű védelem helyett) reális célkitűzés.

## Magyarországon ismert ászkafajok

### Mesoniscidae
Mesoniscus graniger (Frivaldszky, 1865) 

### Ligiidae / Fürge ászkák
Ligidium germanicum Verhoeff, 1901 – Fürge ászka / Ligidium hypnorum (Cuvier, 1792) – Ligidium intermedium Radu, 1950

### Styloniscidae
Cordioniscus stebbingi (Patience, 1907) 

### Trichoniscidae
Buddelundiella cataractae Verhoeff, 1930 -
Calconiscellus karawankianus (Verhoeff), 1908) -
Haplophthalmus danicus (Budde-Lund, 1880) -
Haplophthalmus hungaricus Kesselyák, 1930 -
Haplophthalmus mengii (Zaddach, 1844) -
Haplophthalmus montivagus (Budde-Lund), 1880) -
Hyloniscus riparius (C. Koch, 1938) -
Hyloniscus transsilvanicus (Verhoeff), 1901) -
Hyloniscus vividus (C. Koch, 1941) -
Androniscus roseus (C. Koch, 1838) -
Tachysoniscus austriacus (Verhoeff, 1908) -
Trichoniscus bosniensis Verhoeff, 1901 -
Trichoniscus crassipes Verhoeff, 1939 -
Trichoniscus nivatus Verhoeff, 1917 -
Trichoniscus noricus Verhoeff, 1917 -
Trichoniscus pusillus ? -
Trichoniscus provisorius Racovitza, 1908 -
Trichoniscus steinboecki Verhoeff, 1931 

### Philosciidae
Chaetophiloscia cellaria (Dollfus, 1884) -
Lepidoniscus minutus (C. Koch, 1838) 

### Oniscidae
Foltos pinceászka / Oniscus asellus Linnaeus, 1752 

### Porcellionidae / Pinceászkák
Széles pinceászka / Porcellio dilatatus Brandt, 1833 – Kis pinceászka / Porcellio laevis Latreille, 1804 – Érdes pinceászka / Porcellio scaber Latreille, 1804 – Foltos pinceászka / Porcellio spinicornis Say, 1818 – Porcellionides pruinosus (Brandt, 1833) – Proporcellio vulcanius Verhoeff, 1908 –

#### Megjegyzés
A kis pinceászka történetesen az egyik legnagyobb termetű Porcellio faj!

### Agnaridae
Orthometopon planum (Budde-Lund, 1885) -
Protracheoniscus franzi (Strouhal, 1948) -
Protracheoniscus major (Dollfus, 1903) -
Protracheoniscus politus (C. Koch, 1841)

### Platyarthridae
Hangyás-vakászka / Platyarthrus hoffmannseggii Brandt, 1833 

Platyarthrus schoblii Budde-Lund, 1885 -
Trichorhina tomentosa (Budde-Lund, 1893) 

### Cylisticidae
Álgömbászka / Cylisticus convexus (De Geer, 1778) 

### Trachelipodidae
Agabiformius lentus (Budde-Lund, 1885) – Porcellium collicola (Verhoeff, 1907) – Porcellium conspersum (C.Koch, 1841) – Porcellium recurvatum Verhoeff, 1901 – Trachelipus nodulosus (C. Koch 1838) – Márványos ászka / Trachelipus rathkii (Brandt, 1833) – Lebenyes ászka / Trachelipus ratzeburgii (Brandt, 1833) – Trachelipus difficilis (Radu, 1950)

### Armadillidae
Reductoniscus costulatus Kesselyák, 1930 

### Armadillidiidae / Gömbászkák
Üvegházi gömbászka / Armadillidium nasatum Budde-Lund, 1885 – Armadillidium opacum (C. Koch, 1841) – Armadillidium pictum Brandt, 1833 – Armadillidium versicolor Stein, 1859 – Közönséges gömbászka / Armadillidium vulgare (Latreille 1804) – Armadillidium zenckeri Brandt, 1833 – Paraschizidium coeculum (Silvestri, 1897)